# 瓦萨机场
瓦萨机场（芬蘭語：Vaasan lentoasema，IATA：VAA，ICAO：EFVA），是位于芬兰瓦萨市东南方向约9千米处的一座机场。

## 概况
依照旅客运输量排序，瓦萨机场是芬兰第七大机场，2007年运送旅客33万人次。瓦萨机场在2005年曾被评为芬兰年度机场。机场现有跑道一条，方向16/34，长宽为2660米×48米。另有一条方向为11/29的旧跑道已被废弃，不再使用。

## 通航航空公司及航点

### 客运
- 国内
  - 芬兰航空：赫尔辛基
  - 蓝天航空：赫尔辛基
  - 芬兰通勤航空：赫尔辛基，克鲁努比

- 国际
  - 蓝天航空：斯德哥尔摩
  - Skyways Express（英语：Skyways (airline)）：于默奥

### 货运
- 北欧航空/蓝天航空
- DHL